# كاري كونرادي
كاري كونرادي (بالنرويجية البوكمول: Kåre Conradi)‏ هو ممثل نرويجي، ولد في 11 يناير 1972 بأسكر في النرويج.

## وصلات خارجية
- كاري كونرادي على موقع IMDb (الإنجليزية)
- كاري كونرادي على موقع ألو سيني (الفرنسية)
- كاري كونرادي على موقع ميوزك برينز (الإنجليزية)
- كاري كونرادي على موقع أول موفي (الإنجليزية)
- كاري كونرادي على موقع قاعدة بيانات الأفلام السويدية (السويدية)
- كاري كونرادي على موقع قاعدة بيانات الفيلم (الإنجليزية)
- كاري كونرادي على موقع كينوبويسك (الروسية)